# Werner Sonnenschein (Sportwissenschaftler)
Werner Sonnenschein (* 4. Juni 1942 in Haan, Rheinland; † 20. Dezember 2017) war ein deutscher Sportwissenschaftler und Leiter des Akademischen Auslandsamts der Deutschen Sporthochschule Köln.

## Leben
Sonnenschein absolvierte 1962 das Abitur am Helmholtz-Gymnasium Hilden. Darauf studierte er Sport und Anglistik an den Universitäten Bonn und München sowie in Eugene, Staat Oregon/USA. 1966 machte er den Bachelor of Arts, darauf 1969 das 1. Staatsexamen.
- 1983–1990 war er Generalsekretär des ICSSPE (siehe unten).
- 1991–1998 war er am Institut für Sportsoziologie tätig.
- 1993–2007 Europäische Sportstudien
- 1996–2007 war er Leiter des Akademischen Auslandsamt an der DSHS Köln

Sonnenschein wurde in Anerkennung seiner Verdienste anlässlich seines Ausscheidens am 28. Juni 2007 die „Bronzene Medaille“ der Deutschen Sporthochschule verliehen.

## Forschungs- und Lehrschwerpunkte
Seine Forschungs- und Lehrschwerpunkte umfassen:
- spezielle Sport-Fachsprache Englisch und Spanisch
- nationale und internationale Sportorganisationen
- Sport in der Entwicklungszusammenarbeit

## Mitgliedschaften und Verbände
- Weltrat für Sportwissenschaft und Leibes-/Körpererziehung (ICSSPE)
- European College of Sport Science (ECSS)
- Deutsche Vereinigung für Sportwissenschaft (dvs)

## Schriften
- Sportlehrerausbildung und Sportwissenschaft in Kolumbien. In: Sportunterricht, 28, 1979, 7,  S. 256–459.
- Sport und Sportförderung in Entwicklungsländern. 1. Aufl. Sport und Buch Strauss, Köln 1996.